# Östersunds Fallskärmsklubb
Östersunds Fallskärmsklubb är Sveriges äldsta fallskärmsklubb och bildades 1958. Klubben har ett hundratal medlemmar, varav ca 40 är aktiva fallskärmshoppare.
Klubben drabbades den 6 augusti 2004 av en motgång då klubbens flygplan havererade kort efter start. 4 omkom och 3 skadades svårt. 